# Shake It Down
『Shake It Down』（シェイク・イット・ダウン）は、鷹橋敏輝（現：カルロス・トシキ）のオリジナル・アルバム。1995年6月28日に東芝EMIよりリリースされた。

## 解説
1986オメガトライブ、カルロス・トシキ&オメガトライブのボーカリストだったカルロス・トシキが、鷹橋敏輝に改名後発売した唯一のアルバム。
1986オメガトライブ名義でのアルバム『Navigator』から始まったカルロスの最後のメジャー・レーベルからのスタジオ・アルバムになった。
シングル「FOREVER」「遠い夢」の2曲はアルバム・ミックスにて収録。
先行シングルの「Tell Me」とそのカップリング曲「謎」も収録された。
鷹橋敏輝自身の作曲は1曲の共作も含めて8曲を手がけ、アルバムの大多数を占めることとなった。
鷹橋は本作から5年後の2000年に、自主制作アルバム『Carlos』を発表した。

## 収録曲
作曲：鷹橋敏輝（特記以外）鷹橋敏輝・石川寛門（8）和泉常寛（2,6）Julia（10）
編曲：Achilles C.Damigos（特記以外）Johnnie Fingers（2,7）新川博（6）松浦晃久（8）
1. 夏の君を守りたい
  - 作詞：さとうみかこ
2. 7月のBLUE MOON NIGHT
  - 作詞：さとうみかこ
3. Tell Me
  - 作詞：岩里祐穂
  - テレビ東京系『開運!なんでも鑑定団』エンディングテーマ
4. Pretty Girl
  - 作詞：吉元由美
5. FOREVER （Album-mix）
  - 作詞：鷹橋敏輝
  - フジテレビ『愛の天使』主題歌
6. 謎
  - 作詞：岩里祐穂
7. Heart Beat
  - 作詞：田村直美
8. 遠い夢 （Album-mix）
  - 作詞：朝野深雪
  - テレビ東京『ニョキニョキ植物王国』エンディングテーマ
9. 誰よりも遠く
  - 作詞：岩里祐穂
10. Shake It Down
  - 作詞：田村直美
11. EVER LASTING
  - 作詞：岩里祐穂

## レコーディング参加
- 梶原順 - ギター
- 鳥山雄司 - ギター
- 弥吉淳二 - ギター
- 吉川忠英 - アコースティック・ギター
- 美久月千晴 - ベース
- 大和田保紀 - キーボード